# الغيتوات اليهودية في بولندا تحت الاحتلال الألماني

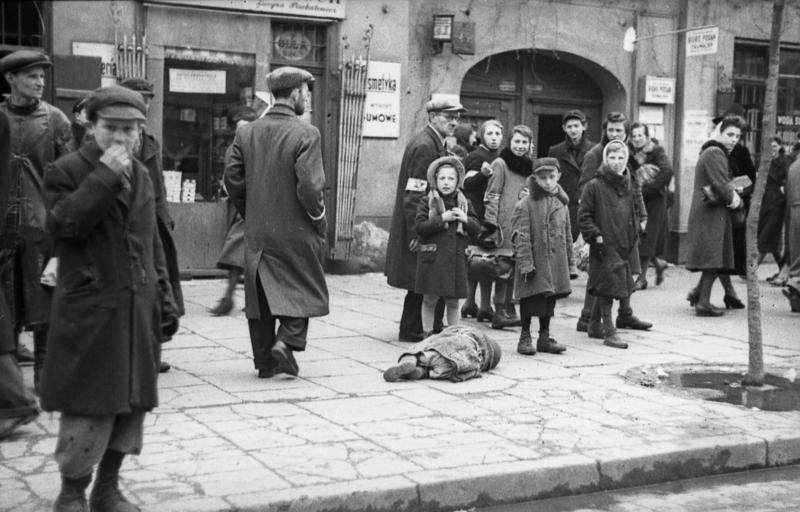
طفل يرقد في الشارع في حي اليهود بوارصوفيا ، مايو 1941. صورة فوتوغرافية لشركة Wehrmacht Propaganda Company 689 ، الموجودة الآن في الأرشيف الألماني الفيدرالي

تم إنشاء الأحياء اليهودية في بولندا التي تحتلها ألمانيا خلال الحرب العالمية الثانية في مئات المواقع في جميع أنحاء بولندا المحتلة.  تم إنشاء معظم الأحياء اليهودية من قبل ألمانيا النازية بين أكتوبر 1939 ويوليو 1942 من أجل حبس وفصل السكان اليهود في بولندا من حوالي 3.5 مليون دولار لغرض الاضطهاد والإرهاب والاستغلال. غالبًا ما كانت الغيتوات في المدن الصغيرة بمثابة نقاط انطلاق لأعمال العمل القسري تحت الحكم الألماني خلال الحرب العالمية الثانية والترحيل الجماعي لليهود، بينما كانت في المناطق الحضرية تشبه جزر السجن المحصورة التي وصفها بعض المؤرخين بأنها أكثر من مجرد أدوات «القتل السلبي البطيء» ، مع الجثث المتناثرة في الشوارع. 
في معظم الحالات، لم تتوافق الأحياء اليهودية الأكبر مع الأحياء اليهودية التقليدية، وتم إصدار أوامر للبولنديين غير اليهود وأعضاء الجماعات العرقية الأخرى بالإقامة في أماكن أخرى. تم طرد الجاليات اليهودية الأصغر التي يقل عدد سكانها عن 500 عام عن طريق الطرد بعد فترة وجيزة من الغزو.  

## المحرقة
كان لتصفية الأحياء اليهودية في بولندا المحتلة صلة وثيقة ببناء معسكرات الموت السرية - مرافق الإبادة الجماعية- التي بنيت في أوائل عام 1942 لغرض وحيد هو القتل.  اعتمد برنامج الإبادة النازية على النقل بالسكك الحديدية، مما مكن قوات الأمن الخاصة من تنفيذها، وفي الوقت نفسه، كذب صراحة على ضحاياهم حول برنامج «إعادة التوطين». تم نقل اليهود إلى وفاتهم في قطارات الهولوكوست من الأحياء اليهودية لجميع المدن المحتلة، بما في ذلك لود، آخر حي اليهود في بولندا ليتم إفراغها في أغسطس 1944.    في بعض الأحياء اليهودية الكبرى كانت هناك محاولات مقاومة مسلحة، مثل انتفاضة حي اليهود في وارسو، وانتفاضة بياليستوك غيتو، وبودزين، وانتفاضة غاتشو أوتوا، لكنهم فشلوا في كل حالة ضد القوة العسكرية الألمانية الساحقة، وتم إعدام اليهود. محليًا أو تم ترحيلهم مع بقية السجناء إلى معسكرات الإبادة.     بحلول الوقت الذي تم فيه تحرير أوروبا الشرقية المحتلة من قبل الجيش الأحمر، لم يكن هناك حي يهودي واحد في بولندا.  لقد نجا حوالي 50000 - 120000 يهودي بولندي من الحرب على أرضهم الأصلية بمساعدة جيرانهم البولنديين، وهو جزء ضئيل من عدد سكان بولندا اليهود قبل الحرب والذي بلغ 3500000.

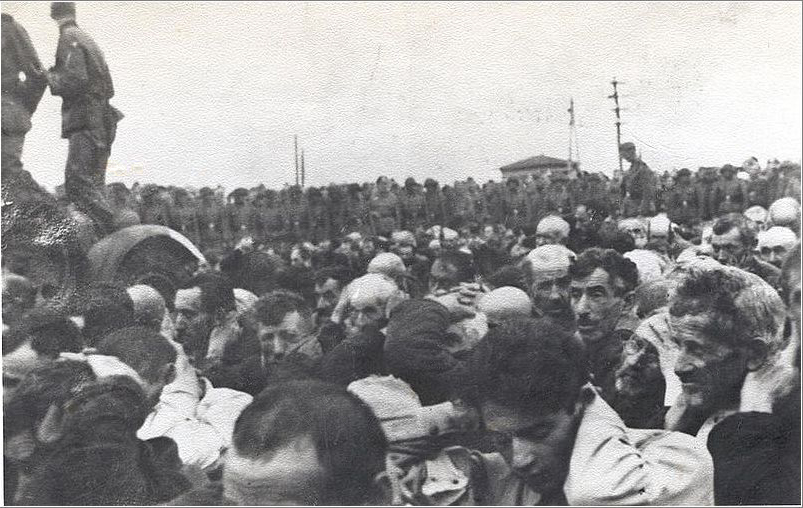
التصفية الجزئية لحي بياليستوك اليهودي، 15–20 August 1943. رجال يهود بأيديهم، محاطة بوحدات عسكرية